# Тано (нефтяное месторождение)
Тано (англ. Tano) — нефтяное месторождение в Гане, которое находится в акватории Гвинейского залива. Открыто в марте 2000 года. Тано относится к лицензионному блоку Шаллоу-Уотер-Тано (Shallow Water Tano).
Нефтеносность связана с отложениями мелового возраста. Начальные запасы нефти составляют 27 млн тонн.
Оператором Шаллоу-Уотер-Тано является американская нефтяная компания Tullow Oil (31,5 %). Другими участники проекта являются InterOil Exploration and Production (31,75 %), Al Thani Ghana (22 %), Sabre Oil & Gas (4,5 %) и государственной Ghana National Petroleum Corp. (10 %).